# Сюэ Жуйхун
Сюэ Жуйхун (кит. упр. 薛瑞红, пиньинь Xue Ruihong, род. 4 апреля 1968 года) — китайская конькобежка, участница зимних Олимпийских игр 1992, 1994 и 1998 годов, чемпионка мира на дистанции 500 метров, 7-кратная чемпионка Китая.

## Биография
Сюэ Жуйхун родилась в семье родителей, работающих в тяжёлой промышленности. Она была вторым ребёнком в семье из трёх сестёр. Старшая сестра занималась велогонками, а младшая конькобежным спортом. С раннего детства Жуйхун занималась лёгкой атлетикой и настольным теннисом. В возрасте 10 лет она была отобрана в класс конькобежного спорта районной любительской спортивной школы, где начала кататься на коньках. После окончания начальной школы она перешла в среднюю школу с отличными оценками и в 1981 году была отобрана в спортивную школу Цицикар.
В 1982 году она была выбрана в профессиональную команду "Qiqihar" и стала профессиональным спортсменом. Она начинала с тренером Ван Вэньшэном, а год спустя её перевели к тренеру Ма Шуся, у которого тренировалась до июня 1994 года. В 1984 году она впервые выиграла юниорский чемпионат "поднебесной". С 1987 года стала участвовать в разных международных соревнованиях. В 1990 году заняла 5-е места на зимних Азиатских играх в Саппоро в забегах на 500 и 1000 м.
В 1991 году участвовала на зимней Универсиаде в Саппоро, где стала 6-й на дистанции 500 м. Через год на дебютных зимних Олимпийских играх в Альбервилле заняла 13-е место в забеге на 500 м и 27-е на 1000 м. В том же 1992 году она вывихнула левое колено, а затем ей поставили неправильный диагноз. Травма усугубилась, что сказалось на тренировках в течение всего года. Она дебютировала на Кубке мира в 1993 году, а также на чемпионатах мира в классическом и спринтерском многоборье.
В сезоне 1993/94 Жуйхун прошла олимпийскую квалификацию, заняв 1-е место на дистанциях 500 и 1000 м. В начале января 1994 года она выиграла дистанцию 500 метров на этапе Кубка мира в Давосе, следом на спринтерском чемпионате мира в Калгари выиграла бронзовую медаль и побила мировой рекорд женского многоборья. В феврале она заняла 4-е место на дистанции 500 метров на зимних Олимпийских играх в Лиллехаммере и 12-е на 1000 м.
В сезоне 1994/95 она перешла под руководство тренера национальной команды Ян Чжунцзе и участвовала на спринтерском чемпионате мира в Милуоки, где заняла 10-е место в сумме многоборья. В 1996 году на зимних Азиатских играх в Харбине Жуйхун завоевала золото в забеге на 500 м и стала 4-й на 1000 м. Также выиграла все 4 дистанции на 8-х национальных зимних играх.
В сезоне 1996/97 выиграла общий зачёт Кубка мира на дистанции 500 м, а на спринтерском чемпионате мира в Хамаре выиграла серебряную медаль в многоборье. В марте на индивидуальном чемпионате мира в Варшаве завоевала золотую медаль в беге на 500 м. В 1998 году стала только 12-й на чемпионате мира по спринту и на зимних Олимпийских играх в Нагано заняла 14-е место в забеге на 500 м и 28-е на 1000 м.
В 1999 году Жуйхун стала 21-й в многоборье на спринтерском чемпионате мира в Калгари и на зимних Азиатских играх в Чхунчхоне выиграла на дистанциях 500 и 1000 м. В 1999 году завершила карьеру спортсмена.

## Личная жизнь
Сюэ Жуйхун окончила Шеньянский институт физического воспитания, а после ухода из спорта работает в Центре управления зимними проектами Спортивного бюро провинции Хэйлунцзян.  